# فریج الزعیم
فریج الزعیم یک منطقهٔ مسکونی در قطر است که در شهرداری الریان واقع شده‌است. فریج الزعیم ۱٫۸ کیلومتر مربع مساحت دارد ۳۲ متر بالاتر از سطح دریا واقع شده‌است.